# AS La Châtaigneraie
Amicale Sportive Châtaigneraie Vendée Football (phát âm tiếng Pháp: [a.mi.kal spɔrtɪv ʃatɑneʁɑ vɑ̃ˈde]; thường được gọi là AS La Châtaigneraie, La Châtaigneraie, hoặc đơn giản là La Chat) là một câu lạc bộ bóng đá Pháp có trụ sở tại La Châtaigneraie trong vùng de la Loire Pays. Câu lạc bộ được thành lập vào ngày 8 tháng 4 năm 1925 và hiện đang chơi ở National 3, bộ phận thứ năm của bóng đá Pháp, sau khi đạt được sự thăng hạng trong mùa giải 2018-19.